# Karl Achtnich
Karl Achtnich (* 7. Juni 1887 in Oberrengersdorf; † nach 1954) war ein deutscher Lehrer und Funktionär des Kulturbundes zur demokratischen Erneuerung Deutschlands.

## Leben
Nach dem Schulbesuch studierte Karl Achtnich an der Universität Leipzig, wo er 1910 promoviert wurde. Das Thema seiner Dissertation lautete Der Bürgerstand in Straßburg bis zur Mitte des XIII. Jahrhunderts. Achtnich, der in den 1920er Jahren zeitweise in Dresden lebte und Mitglied der Dresdner Gesellschaft für Neuere Philologie war, war vor 1933 Vorsitzender des Neuphilologischen Vereins in Löbau. Nach dem Zweiten Weltkrieg war er als Lehrer im Range eines Studienrats an der Oberschule Löbau, dem heutigen Geschwister-Scholl-Gymnasium Löbau, tätig. 1949 wurde ihm der Ehrentitel „Verdienter Lehrer des Volkes“ verliehen.
Als am 8. August 1945 der Kulturbund zur demokratischen Erneuerung Deutschlands mit Genehmigung der Sowjetischen Militäradministration (SMAD) gegründet wurde, wurde Karl Achtnich dessen Vorsitzender im Kreis Löbau. Außerdem war er Mitglied der Sozialistischen Einheitspartei Deutschlands (SED). Ihm wurden stark bürgerliche Tendenzen vorgeworfen. Er erklärte 1954 seinen Rückzug aus dem Kulturbund und siedelte nach Westdeutschland über.
Der Pflanzenbauwissenschaftler Wolfram Achtnich (* 11. Juni 1923 in Dresden; † 29. Februar 2008 in Steinenbronn) war sein Sohn.

## Schriften (Auswahl)
- Der Bürgerstand in Straßburg bis zur Mitte des XIII. Jahrhunderts (= Leipziger Historische Abhandlungen Heft 19). Quelle & Meyer, Leipzig 1910.
- Our German classics and English literature. Proben zur Veranschaulichung der literarischen Wechselbeziehungen Englands und Deutschlands im 18. und beginnenden 19. Jahrhundert. Braunschweig o. J. [1927].
- Laughing Teachers. Laughing Pupils. English humour in 300 anecdotes, sketches and jokes. Leipzig 1928.
- English family life, past and present. Braunschweig o. J. [1928].
- (mit Elisabeth Schäfer): Die Dresdner Gesellschaft für neuere Philologie 1928-1938. Bericht über das 6. Jahrzehnt. Dresden 1938.
- Scenes and sketches of modern English life. Braunschweig o. J. [1929].
- Indian Life in English fiction. Braunschweig o. J. [1930].
- Anänderungsvorschläge der Dresdner Gesellschaft für Neuere Philologie. In: Die Neueren Sprachen, Band 38, 1930, S. 241.
- Lausitzer Menschen um die Jahrhundertwende im Spiegel des Romans "Der Pfarrer von Breitendorf" von Wilhelm von Polenz (anläßlich seines 50. Todestages), 1953 (maschinenschriftliches Vortragsmanuskript in der Sächsische Landesbibliothek – Staats- und Universitätsbibliothek in Dresden)

## Ehrungen
- 1949: Verdienter Lehrer des Volkes